# Egipci
L'egipci és una llengua afroasiàtica ja extinta. Hi ha registres escrits d'egipci que daten del 3400 aC, fent-la una de les llengües amb escriptura més antigues del món. Sobrevisqué fins al segle v com a demòtic i fins al segle xvii com a copte. La llengua nacional de l'Egipte modern, tanmateix, és l'àrab, que reemplaçà el copte com a llengua d'ús quotidià amb el pas del temps després de la conquesta musulmana. El copte encara s'utilitza com a llengua litúrgica de l'Església Ortodoxa Copta.